# Lenninghausen
Lenninghausen ist ein Wohnplatz in der Gemeinde Kürten im Rheinisch-Bergischen Kreis.

## Lage und Beschreibung
Lenninghausen liegt an der Neuensaaler Straße auf dem Weg von Biesfeld nach Eiserwarr. Nach nicht fachwissenschaftlicher und vermutlich falscher Deutung des örtlichen Geschichtsvereins handelt sich bei dem Namen um einen -kausen-Namen. Kause mit der Bedeutung Keulen-, Beulen- oder Wulstartiges weist auf die Ausbildung einer Quellmulde hin. Lenne steht wahrscheinlich für die Linde. Zusammenfassend kann nach dem Geschichtsverein der Name als die Stelle oberhalb der Quellmulde, wo die Linden stehen gedeutet werden.
Laut Dittmaier handelt es sich um den -inghausen Ortsnamentypus, der mit dem Personennamen Lando verknüpft ist, der Ortsname bedeutet also Haus der Sippe des Lando.
Bei Lenninghausen entspringt der Dahler Bach, der bei Junkersmühle in die Kürtener Sülz mündet. Durch die zunehmende Besiedlung im 20. Jahrhundert bildet Lenninghausen nunmehr mit Biesfeld einen geschlossenen Siedlungsraum.

## Geschichte
Der Ort wurde erstmals im Jahr 1410 als Lendynckhusen urkundlich erwähnt.
Die Topographia Ducatus Montani des Erich Philipp Ploennies aus dem Jahre 1715, Blatt Amt Steinbach, belegt, dass der Ort bereits 1715 bestand und dort mit Lennekause bezeichnet wurde. Carl Friedrich von Wiebeking benennt die Hofschaft auf seiner Charte des Herzogthums Berg 1789 als Meneghausen. Aus ihr geht hervor, das Lenninghausen zu dieser Zeit Teil der Honschaft Engelsdorf im Kirchspiel Kürten war.
Unter der französischen Verwaltung zwischen 1806 und 1813 wurde das Amt Steinbach aufgelöst und Lenninghausen wurde politisch der Mairie Kürten im Kanton Wipperfürth  im Arrondissement Elberfeld zugeordnet. 1816 wandelten die Preußen die Mairie zur Bürgermeisterei Kürten im Kreis Wipperfürth. Lenninghausen gehörte zu dieser Zeit zur Gemeinde Kürten.
Der Ort ist auf der Topographischen Aufnahme der Rheinlande von 1824 und auf der Preußischen Uraufnahme von 1840 als Lennighausen bzw. Lenninghausen verzeichnet. Ab der Preußischen Neuaufnahme von 1892 ist er auf Messtischblättern regelmäßig als Lenninghausen verzeichnet.
1822 lebten 36 Menschen im als Hof kategorisierten und Lennekusen bezeichneten Ort. 1830 hatte der Ort 39 Einwohner.  Der 1845 laut der Uebersicht des Regierungs-Bezirks Cöln als Weiler kategorisierte Ort besaß zu dieser Zeit acht Wohnhäuser. Zu dieser Zeit lebten 44 Einwohner im Ort, alle katholischen Bekenntnisses.
Die Gemeinde- und Gutbezirksstatistik der Rheinprovinz führt Lenninghausen 1871 mit neun Wohnhäusern und 37 Einwohnern auf. Im Gemeindelexikon für die Provinz Rheinland von 1888 werden elf Wohnhäuser mit 55 Einwohnern angegeben. 1895 besitzt der Ort acht Wohnhäuser mit 41 Einwohnern, 1905 besaß der Ort acht Wohnhäuser und 48 Einwohner und gehörte konfessionell zum katholischen Kirchspiel Biesfeld.
1927 wurden die Bürgermeisterei Kürten in das Amt Kürten überführt. In der Weimarer Republik wurden 1929 die Ämter Kürten mit den Gemeinden Kürten und Bechen und Olpe mit den Gemeinden Olpe und Wipperfeld zum Amt Kürten zusammengelegt. Der Kreis Wipperfürth ging am 1. Oktober 1932 in den Rheinisch-Bergischen Kreis mit Sitz in Bergisch Gladbach auf.
1975 entstand aufgrund des Köln-Gesetzes die heutige Gemeinde Kürten, zu der neben den Ämtern Kürten, Bechen und Olpe ein Teilgebiet der Stadt Bensberg mit Dürscheid und den umliegenden Gebieten kam.